# Hipogonadisme hipergonadotròpic
L'hipogonadisme hipergonadotròpic (HH), també conegut com a hipogonadisme primari o perifèric/gonadal o insuficiència gonadal primària, és una trastorn que es caracteritza per un hipogonadisme que es deu a una resposta alterada de les gònades a les gonadotropines, l'hormona fol·liculoestimulant (FSH) i l'hormona luteïnitzant (LH) i, al seu torn, una manca de producció d'esteroides sexuals. Com a compensació i la manca de retroalimentació negativa, els nivells de gonadotropines són elevats. Les persones amb HH tenen un hipotàlem i una hipòfisi intactes i en funcionament (de l'eix hipotalàmic-hipofisiari-gonadal) de manera que encara són capaços de produir FSH i LH. L'HH es pot presentar com a congènita o adquirida. L'HH es pot tractar amb teràpia hormonal substitutiva.